# Rhytiphora rubriventris
Rhytiphora rubriventris là một loài bọ cánh cứng trong họ Cerambycidae.